# クリストフ・ヤンカー
クリストフ・ヤンカー（Christoph Janker 、1985年2月14日 - ）は、西ドイツ・バイエルン州カーム出身のプロサッカー選手。ポジションは、ディフェンダー。

## 経歴

### TSV1860ミュンヘン
TSV1860ミュンヘンの下部組織で育成され、2004–05シーズンはリザーブチームで33試合に出場した。2005–06シーズンはリザーブで28試合に出場し、カールスルーエSC戦でトップチームデビューを果たした。2005–06シーズンはトップチームで3試合に出場した。

### 1899ホッフェンハイム
2006年8月19日のSVエルフェアスベルク戦で移籍後初出場。2006–07シーズンはレギオナルリーガで31試合に出場し2得点を挙げた。2007–08シーズンは出場機会が減少し20試合出場にとどまった。
2009年5月23日のブンデスリーガ最終節終了後、ホッフェンハイムからの退団を表明。

### ヘルタ・ベルリン
2009年5月29日、ヘルタ・ベルリンと3年契約を結んだ。ヘルタでは定位置確保に苦戦し、移籍初年度のリーグ戦出場数は15試合のみに終わった。2009–10シーズン終了後、ヘルタは2.ブンデスリーガに降格した。翌シーズンの成績はさらに悪化し、スタメン出場はわずか1試合、ベンチ入りも3試合にとどまった。2011–12シーズンのブンデスリーガ復帰後はリーグ戦18試合に出場した。2012–13から2014－15シーズンにかけて、リザーブでの記録も含め公式戦出場数はわずか21試合にとどまった。2015年1月、FCアウクスブルクに移籍。

### FCアウクスブルク
2014–15シーズンの出場は第19節のボルシア・ドルトムント戦と第24節のVfLヴォルフスブルク戦の2試合のみに終わった。

## 代表歴
U20ドイツ代表での出場歴がある。